# 阿爾祖努布
阿爾祖努布（法語：Alzounoub），是馬里的城鎮，位於該國北部，由通布圖區的貢達姆省負責管轄，面積7,853平方公里，1998年人口2,923，人口密度每平方公里0.37人。